# Weyher Theater
Das Weyher Theater in Kirchweyhe ein Privattheater. Es hat als Boulevardtheater den Schwerpunkt auf Komödien – oft aus eigener Feder – gelegt.

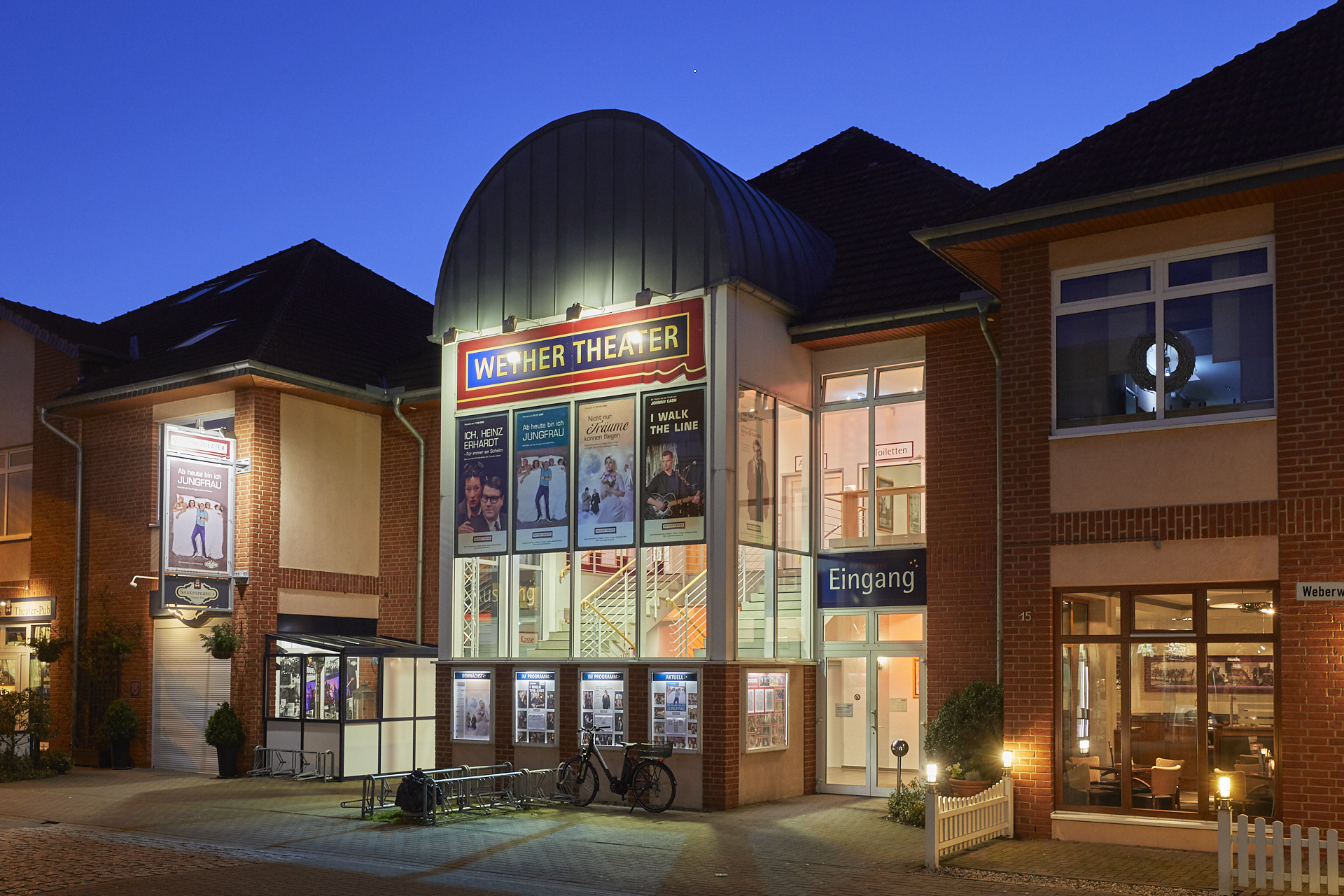
Außenaufnahme des Weyher Theaters

## Geschichte
Die Ursprünge des Weyher Theaters gehen zurück auf den Verein „Lahauser Bühne e.V.“, einer 1938 gegründeten Laienspielgruppe in Weyhe-Lahausen, die plattdeutsche Inszenierungen aufführte. Mitglieder wie Hella Hanewinkel, Kay Kruppa, Antje K. Klattenhoff, Karsten Garbs, Marc Plate, Johann Kattner, Detlev Petersen und Silke Bollhorst waren dort lange Zeit aktiv. Angetrieben von dem Wunsch, auch hochdeutsche Stücke spielen zu können, gründeten sie kurzerhand ein eigenes Ensemble, dem sich nach und nach immer mehr Leute anschlossen. 1997 wurde im Kirchweyher Hof der Verein „Weyher Theater e.V.“ gegründet. An diversen Spielorten wie der KGS Leeste, im Syker Theater oder in der Gaststätte Scholvin-Ortmann in Riede spielte die Truppe vor ausverkauften Sälen Komödien wie „Geld stinkt nicht“ oder „Ewig rauschen die Gelder“.
Den Anstoß zu einem Theater am Weyher Marktplatz gab u. a. Hella Hanewinkel im September 1997 bei der ersten „Weyhe total“-Veranstaltung. Sie überzeugte Heinz-Hermann Kuhlmann, den Erbauer des Marktplatzes sowie der anliegenden Gebäude. Um die Kosten für das Bauvorhaben zu decken, sammelten sie Geld von lokalen Unternehmen. Als Kommanditisten investierten sie in die neu gegründete Weyher Film-Theater GmbH & Co. Veranstaltungs-KG. Neben Komödien in Hoch und Platt, Kindertheater und unterschiedlichsten Musikveranstaltungen war auch die Vorführung von Kinofilmen geplant.
Am 6. Oktober 2000 fand mit der deutschen Uraufführung der Komödie „Valentinstag“ von Barry Creyton die erste Aufführung statt.
Der Kinobetrieb wurde am 2. November 2000 aufgenommen. Die Geschäftsführung lag zu Anfang bei Johann Kattner. Nachdem sich die erste Spielzeit als sehr schwierig erwies, übernahm Kay Kruppa im Sommer 2001 die Intendanz. Heinz-Hermann Kuhlmann und Frank Warnecke übernahmen die Geschäftsführung. Nach einigen Jahren verließ Warnecke das Theater, Kuhlmann war seitdem alleiniger Geschäftsführer. Letzterer widmete sich nach einigen Jahren wieder ausschließlich der Leitung seines eigenen Betriebs.
Seit Juni 2002 ergänzte Frank Pinkus als Dramaturg das Theater.
Im September 2001 feierte Kay Kruppas Inszenierung der Farce „Komm rüber, Schätzchen“ von Ray Cooney Premiere. Sie gilt als erster Erfolg des Weyher Theaters, der für ausverkaufte Vorstellungen sorgte. Der erste Dauerbrenner in der Geschichte des Hauses folgte am Ende der Saison im Mai 2002 mit der musikalischen Komödie „Why Not?“ von Frank Pinkus: in den folgenden Jahren kam das Stück auf insgesamt 149 Vorstellungen. Weitere Höhepunkte waren u. a. „Kerle, Kerle!“ von Pinkus, ab Sommer 2004 mit 215 Vorstellungen das am meisten gespielte Stück des Hauses; ab Sommer 2005 sorgte „Die Feuerzangenbowle“ für 120 fast ständig ausverkaufte Vorstellungen. Auch das alljährliche Weihnachtsmärchen mauserte sich zum traditionellen Verkaufsschlager – „Jim Knopf und Lukas, der Lokomotivführer“ wurde 2004 innerhalb weniger Vorweihnachtswochen 65 Mal gespielt. 
Ab Januar 2007 stand Intendant Kay Kruppa mit dem Monolog „Allein in der Sauna“ knapp hundert Mal allein auf der Bühne – aufgrund des Erfolges wurde das Einpersonenstück einige Jahre später wieder ins Programm genommen und erhielt mit „Nie mehr allein“ im November 2013 eine Nachfolge. Ein weiterer Meilenstein folgte im Sommer 2007, als der komödiantische Liederabend „Amore“ 10 Mal als Freilichtproduktion auf dem Marktplatz vor allabendlich 1.000 Zuschauern gespielt wurde.
Im Haus wurden aufgrund des anhaltenden Erfolgs die Kapazitäten knapp: die 198 Plätze waren oft schon Monate im Voraus ausverkauft. Deshalb begannen die Verantwortlichen mit der Planung eines Erweiterungsbaus. Nach der letzten Vorstellung von „Kerle, Kerle!“ am 1. Juni 2009 im alten Haus ist der Saal auf 313 Plätze erweitert worden; mit einem völlig neuen Bühnenhaus ist die Bühne auf das Dreifache vergrößert und mit einer großen Drehbühne versehen worden. Im selben Zuge wurde auch das Foyer erweitert. Im Erdgeschoss liegt seitdem die Probebühne unter der Hauptbühne mit annähernd identischen Maßen.
Die offizielle Eröffnung fand am 21. August 2009 im Kreise der Mitarbeiter und der Kommanditisten des Hauses sowie allen am Umbau Beteiligten statt. Die erste reguläre Vorstellung im neuen Haus fand am 26. August 2009 mit der ersten Preview der Pinkus-Komödie „Crazy“ statt – zwei Voraufführungen vor der jeweiligen Premiere gehörten nun auch zu den Neuerungen. 
Die Auslastung des Weyher Theaters wurde im Folgenden mit Erfolgsproduktionen wie Ray Cooneys Komödie „Rente gut, alles gut“ im Frühjahr 2010 gefestigt. Im Spätsommer 2010 folgte mit „Cash“ die Biografie des Musikers Johnny Cash, die in fünf Jahren 189 Mal und vor knapp 60.000 Zuschauern gespielt wurde.
Mit den größeren und aufwändigeren Bühnenbildern machte sich ein neues Problem bemerkbar: es fehlte an Platz, vor allem vor dem Hintergrund, dass viele dieser Produktionen aufgrund ihres Erfolges immer wieder mit Zusatzvorstellungen angesetzt wurden, zwischenzeitlich aber natürlich eingelagert werden mussten. So wurde im November 2011 mit einem Anbau an das noch neue Bühnenhaus begonnen, der im Erdgeschoss eine großräumige Werkstatt beinhalten sollte und darüber auf gleicher Grundfläche eine Hinterbühne. Im Spätsommer 2012 wurde das Hinter-Bühnenhaus für knapp eine Viertelmillion Euro für die insgesamt 200 Quadratmeter fertiggestellt. Es entstand eine Krananlage, die die hoch aufragenden Kulissenwagen, in denen die fertigen Bühnenbildteile lagern, aus der Werkstatt durch eine hydraulische Klappe hinauf auf die Hinterbühne hieven kann. Getrennt wird die Hinter- von der Hauptbühne durch ein ebenso hohes Feuerschutz-Schiebetor. Seit diesem Umbau hat sich der (zeitliche) Aufwand für den Kulissenauf- und abbau beim Stückwechsel verkürzt.
Mit „Zweimal lebenslänglich“ nach Stephen King folgte eine Produktion vor einer Gefängniskulisse.
Im Oktober 2018 wurde Kay Kruppa und Frank Pinkus der Kulturpreis des Landkreises Diepholz für den Bereich Theater, Schauspiel und Musik verliehen.
Bis zum Ausbruch der Corona-Pandemie 2020, die mit dem ersten Lockdown kurzfristig die für März geplante Premiere der musikalischen Komödie „Nicht nur Träume können fliegen“ vereitelte und die Spielzeit 2019/2020 vorzeitig beendete, waren es 119 Premieren in der Geschichte des Weyher Theaters. Zwei Premieren folgten zwischen erstem und zweitem Lockdown, darunter die nachgeholte Premiere von „Nicht nur Träume können fliegen“; auf Anordnung des Gesundheitsamtes mussten für die Einhaltung des Abstandsgebotes zunächst drei Plätze zwischen Besuchergruppen freigehalten werden, und drei Sitzreihen sind im Parkett ausgebaut worden, damit auch die Abstände der Reihen eingehalten werden konnten. Das dezimierte die mögliche Besucherzahl auf ca. 100–120 Zuschauer. 
Nach einigen Wochen reduzierte das Gesundheitsamt seine Anordnung auf einen Abstand von zwei freien Plätzen, die Sitzreihen konnten wieder eingebaut und somit maximal ca. 180 Zuschauer eingelassen werden. Diese Einschränkungen hatten finanzielle Einbußen zur Folge, die teilweise von Zuschauern und Unternehmen aufgefangen wurden. 

## Expansion Bremer Boulevardtheater
Eine Expansion des Theaters erfolgte an einen zweiten Standort in Bremen. Im Rahmen der Ausgestaltung des Tabakquartiers Bremen bezogen die Betreiber des Weyher Theaters ein dort eingerichtetes Theaterhaus mit 376 Plätzen im Publikum. Eröffnung dort war im September 2021.